# Devil·lina
|  | No s'ha de confondre amb Dervil·lita. |

La devil·lina o devil·lita és un mineral de la classe dels sulfats que pertany al grup de la devil·lina. Rep el seu nom del químic francès St. Claire Deville (1818-1881).

## Localització i jaciments
La devil·lina s'ha descrit a Catalunya a la pedrera Berta (Sant Cugat del Vallès-El Papiol), a la mina Les Ferreres (Camprodon), a la mina Eureka (Castell-estaó) i a la pedrera Can Rovira, a Sant Fost de Campsentelles (Vallès Oriental, Barcelona).